# Монал гімалайський

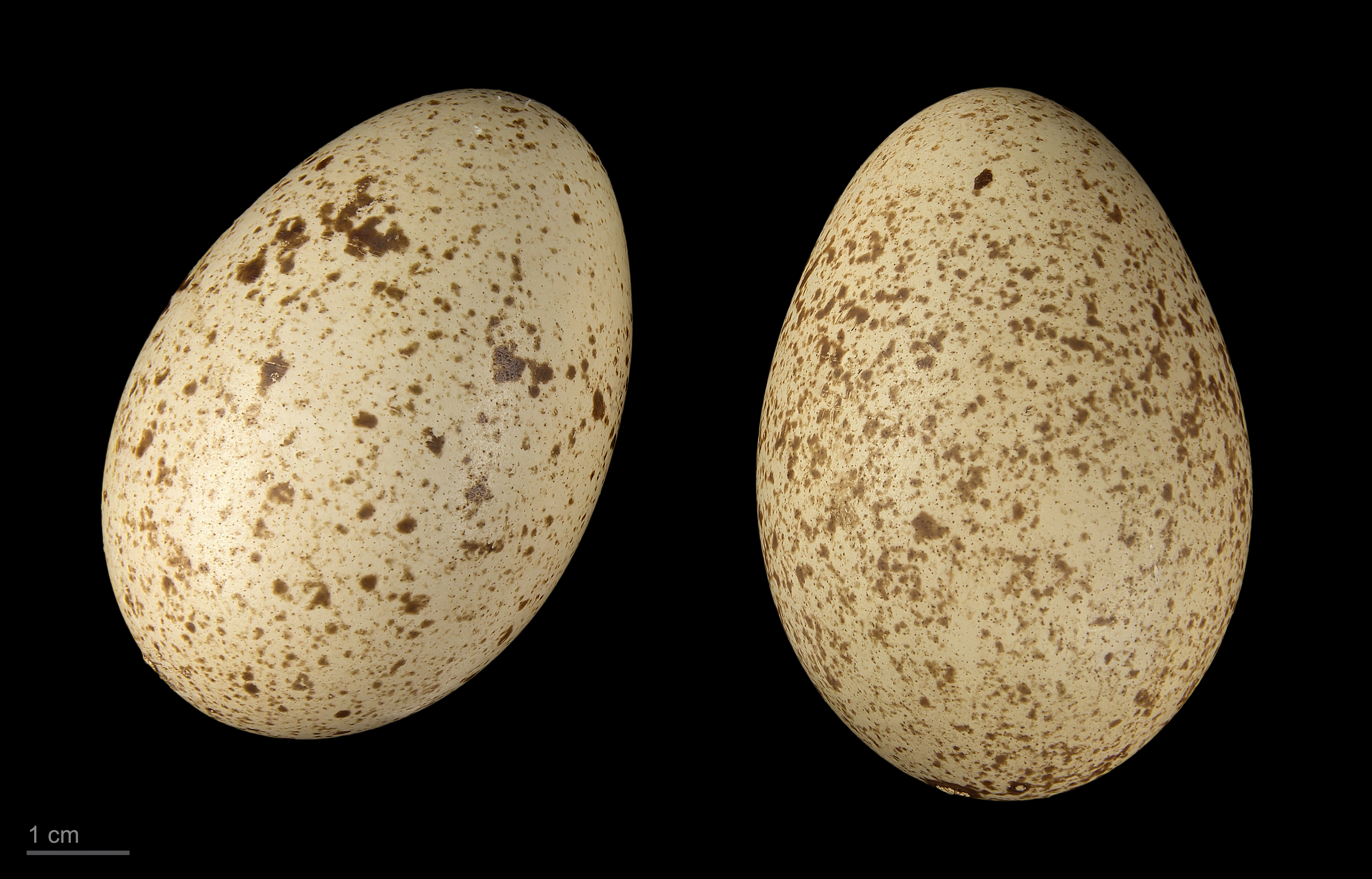
яйце Lophophorus impejanus — Тулузький музей

Монал гімалайський (Lophophorus impejanus) — птах родини фазанових. Національний птах Непалу.

## Опис
Птах в довжину сягає 70 см, вага 1 — 1,5 кг. Дорослий самець має різнокольорове оперення, тоді як самка, як і в інших фазанів, має більш коричневе забарвлення.

## Живлення
Живиться цей птах коріннями, бульбами, пагонами, ягодами, комахами та їхніми личинками.

## Місце поширення
Мешкає в Гімалаях, від східного Афганістану до східного кордону Бутану, і в Тибеті. Населяє гірські ліси й схили з трав'янистим покровом.

## Охоронний статус
Включений до Додатку I CITES.